# Tiya Sircar
Tiya Sircar (sinh ngày 16, tháng 5 năm 1982) là một nữ diễn viên người Mỹ. Cô được biết đến nhiều nhất qua vai diễn trong các phim The Internship, 17 Again, Star Wars Rebels, và The Good Place.

## Tiểu sử
Sircar có gốc là người Ấn Độ. Cô đã theo học tại Đại học Texas ở Austin, và đã nhận được hai bằng cử nhân: một là về Kinh doanh/Tiếp thị, một là về Nhà hát và múa. Sau khi tốt nghiệp đại học, cô đã chuyển tới Los Angeles để thực hiện ước mơ trở thành một nữ diễn viên chuyên nghiệp.

## Sự nghiệp
Sircar tham gia diễn xuất trong nhiều loạt phim truyền hình như Master of None, House MD, Hannah Montana, Greek, Moonlight, Numbers, Privileged, Terminator: The Sarah Connor Chronicles, và cô đã vào vai các nhân vật The Suite Life on Deck và The Good Place. Năm 2008, cô đã vào vai Mac Genius thuộc chiến dịch quảng cáo quốc gia của Apple. Năm tiếp theo, cô lồng tiếng cho nhân vật hoạt hình của phim Disney có tựa Phineas & Ferb. Cô cũng tham gia diễn xuất trong phim của New Line Cinema có tựa 17 Again trong vai "Samantha"–một nữ sinh với cùng với nam diễn viên chính do Zac Efron thủ vai.
Sircar tham gia diễn xuất trong The Internship, phim hài cũng có tham gia diễn xuất của Vince Vaughn, Owen Wilson, và Rose Byrne.

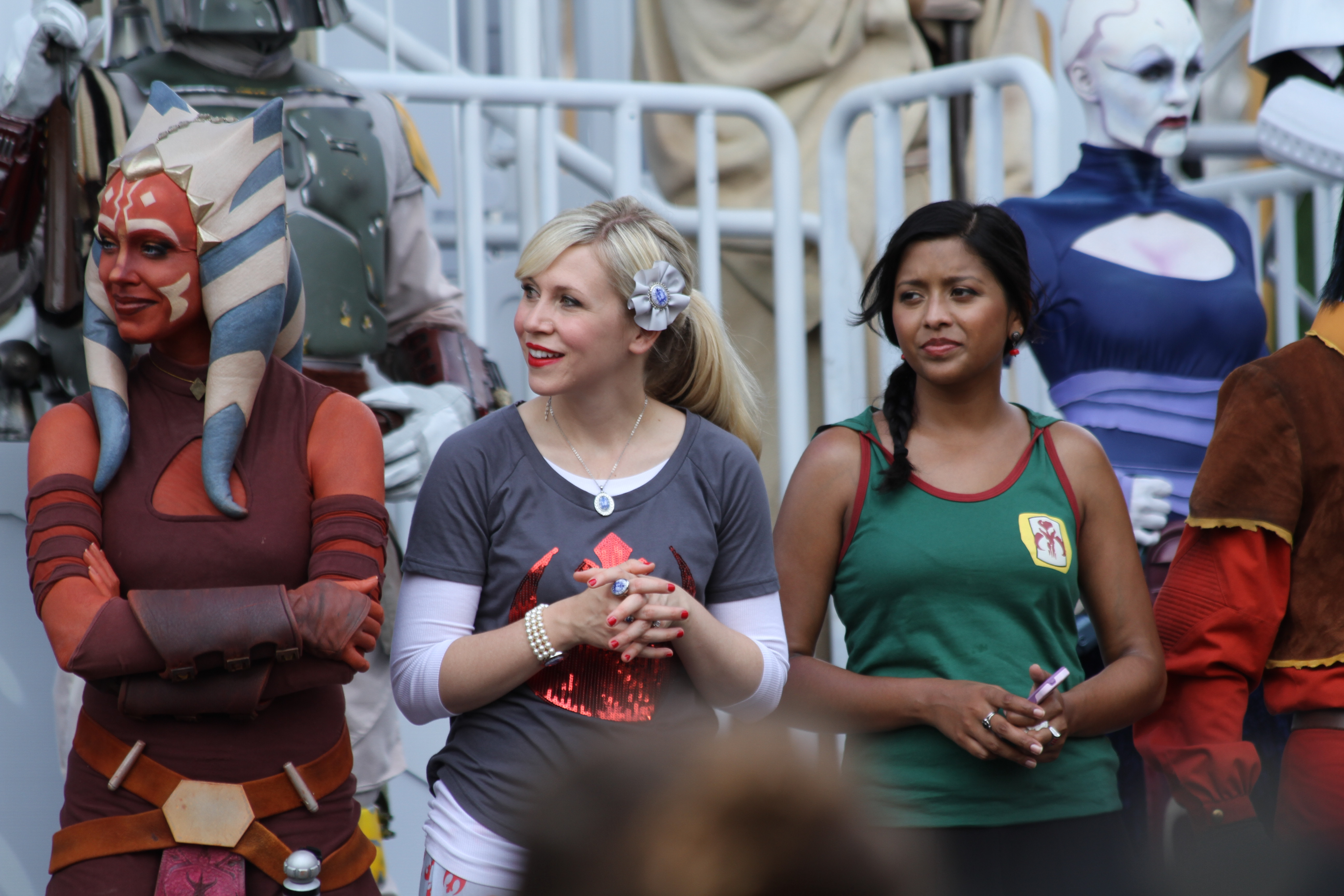
Sircar tại Cuối tuần Star Wars Weekend 2014

Các phim cô tham gia lồng tiếng cho nhân vật hoạt hình gồm Walking with Dinosaurs 3D và loạt phim truyền hình Star Wars Rebels, bộ phim được phát trên Disney XD tháng 10 năm 2014. Sircar lồng tiếng Sabine Wren, một chuyên gia chất nổ và nghệ sĩ graffiti Mandaloria.
Ngày 24 tháng 3 năm 2014, người ta thông báo rằng Sircar sẽ vào vai chính trong CBS How I Met Your Dad, một bộ phim tiếp theo của How I Met Your Mother thành công; tuy nhiên, CBS đã bỏ dự án đề xuất.